# フィナンシャル・インスティチュート
株式会社フィナンシャル・インスティチュート（英: financial・institute Co.,Ltd.）は、東京都港区に本社を置く企業再生・事業再生・売上向上コンサルティング企業。

## 会社概要
- 企業名 - 株式会社フィナンシャル・インスティチュート
- 代表者 - 代表取締役社長 川北　英貴
- 設立 - 2004年（平成16年）10月8日
- 資本金 - 1000万円
- 本社所在地 - 東京都港区海岸1-9-11　マリンクス・タワー2階

## 事業拠点
- 大阪府大阪市中央区北浜3-5-22　オリックス淀屋橋ビル6階
- 愛知県名古屋市中区丸の内3-6-41　AMビル9階
- 福岡県福岡市博多区博多駅前1丁目14番16号 博多駅前センタービル 3階

## 事業内容
1. 事業再生・企業再生（売上向上）コンサルティング
2. 中小企業向け事業再生コンサルティング
3. 経営相談アドバイス
4. 経営者向けセミナー・講演会